# Vlag van Kirgizië
De vlag van Kirgizië werd aangenomen op 3 maart 1992 (en werd aangepast op 26 december 2023). De vlag bestaat uit een rood veld met in het midden een gele zon met veertig stralen. Deze stralen staan voor de veertig Kirgizische stammen. In het midden van de zon staat een rode cirkel met daarin twee keer drie lijnen. Dit symboliseert een traditionele tentsoort, de joert.

## Geschiedenis
Van 1709 tot 1883 lag Kirgizië in het Kanaat Kokand. Dit werd in 1876 geannexeerd door het Russische Rijk. Na de formele opheffing in 1883 werd het gebied opgenomen in Russisch Turkestan. Na de Oktoberrevolutie werd het opgenomen in de Turkestaanse Autonome Socialistische Sovjetrepubliek, van waaruit in 1924 de Kara-Kirgizische Autonome Oblast werd afgesplitst. In 1936 kwam de Kirgizische Socialistische Sovjetrepubliek tot stand. Als deelrepubliek van de Sovjet-Unie had Kirgizië een eigen vlag. Tot 22 december 1952 was dit een egaal rode vlag met in de linkerbovenhoek in gouden letters de naam van het land, in het Kirgizisch (КЫРГЫЗ ССР) en Russisch (КИРГИЗСКАЯ ССР). Sinds 22 december 1952 was de vlag die rechtsonder afgebeeld staat de vlag van de Kirgizische Sovjet-republiek. Deze vlag, zonder hamer en sikkel, bleef ook in gebruik tussen 31 augustus 1991 (toen het land onafhankelijk werd) en 3 maart 1992 (toen de huidige vlag werd aangenomen).
Eind 2023 werd in de Zhogorku Kengesh (de Opperste Raad van Kirgizië) een debat geleid om de golvende zonnestralen recht te trekken vanwege de vermeende gelijkenis met een zonnebloem, die in de Kirgizische cultuur kan staan voor "een wispelturig en dienstbaar persoon die bereid is om van trouw te veranderen voor persoonlijk voordeel". Het wetsvoorstel werd op 29 november in eerste lezing en op 20 december in tweede en derde lezing aangenomen. Het wetsvoorstel werd op 22 december door president Sadyr Zjaparov ondertekend. De wet werd op 26 december officieel gepubliceerd en trad dezelfde dag in werking.

? Vlag van het Kanaat Kokand (tot 1876)
? Vlag van autonoom Kokand (1917–1918)
? Sjahada-vlag gebruikt bij opstanden in 1898 en 1916
? Vlag van Kirgizische SSR (1929-1936)
? Vlag van de Kirgizische SSR (1936-1940)
? Variant van de vlag van de Kirgizische SSR (1936-1940)
? Vlag van de Kirgizische SSR (1940-1952)
?? Vlag van de Kirgizische SSR (vanaf 1952)
?? Vlag van de Kirgizische SSR (achterzijde)
?Overgangsvlag tot de onafhankelijkheid in 1992
?Vlag gevlogen van 1992 tot eind 2023